# Промагистрат
Промагистрат (лат. pro magistratu), у античком Риму, био је ислужени конзул или претор чији се империјум (врховна власт) продужавао након истека једногодишњег магистратског мандата. Тако су постојали проконзули и пропретори, а изузетно и проквестори.
Промагистрати су уведени за вријеме Римске републике (прво као додатни војни команданти уз два конзула, а затим као управници нових провинција) како се сваке године не би бирало све више магистрата. Постављали су се одлуком Сената (лат. Senatus consultum). Имали су једнаку власт над својом провинцијом као магистрати над Римом и исти број ликтора у пратњи.
У периоду Римског царства уведени су и прокуратори као управници мањих провинција.